# USED TO BE A CHILD
USED TO BE A CHILD（ユーズド・トゥ・ビー・ア・チャイルド）は、日本のアーティストによるチャリティーグループ。

## 解説
1990年のいわゆる「1.57ショック」に代表される日本社会における出生率低下傾向を受け、1992年に「子どもたちが、健やかに育つことができる環境づくり」を目指し当時の厚生省が「ウェルカムベビーキャンペーン実行委員会」を設立。キャンペーン活動を展開する中で、同キャンペーンの趣旨に賛同したアーティストにより結成。そのような経緯で当時は日本版We Are The Worldとも呼ばれた。

## メンバー
以下の7人から成る。メンバー名の表記及び所属グループ及び所属レコード会社は当時のもの。
| 名前                 | 所属グループ         | 所属レコード       |
| -------------------- | -------------------- | ------------------ |
| 飛鳥涼               | CHAGE&ASKA           | PONY CANYON INC.   |
| 小田和正             |                      | FUN HOUSE INC.     |
| カールスモーキー石井 | 米米CLUB             | Sony Records       |
| 玉置浩二             | 安全地帯             | Kitty Records Inc. |
| 德永英明             |                      | APOLLON INC.       |
| 浜田麻里             |                      | MCA VICTOR         |
| 山本潤子             | ハイ・ファイ・セット | Sony Records       |

## 僕らが生まれた あの日のように
「僕らが生まれた あの日のように」（ぼくらがうまれた あのひのように）は、USED TO BE A CHILDの楽曲。チャリティ・シングルとして、ファンハウスとポニーキャニオン合同レーベル盤とSony Records盤で、1993年2月19日に発売された。

### 収録曲
1. 僕らが生まれた あの日のように
（作詞・作曲：飛鳥涼・小田和正　編曲：USED TO BE A CHILD）
WELCOME BABY キャンペーンソング。
2. 僕らが生まれた あの日のように （オリジナル・カラオケ）